# 臨床真理
『臨床真理』（りんしょうしんり）は、柚月裕子の推理小説。

## 概要
- 第7回『このミステリーがすごい!』大賞の大賞受賞作[1]。
- 山下貴光の『屋上ミサイル』との大賞ダブル受賞となった。

## ストーリー
女性臨床心理士が勤務先で担当する事になった青年の身の回りで起きた事件の真相に迫るサスペンス。